# Азаттык (село)
Азаттык (каз. Азаттық, до 2000 года — Правда) — село в Мактааральском районе Туркестанской области Казахстана. Входит в состав Мактааральского сельского округа. Код КАТО — 514477880.

## Население
В 1999 году население села составляло 667 человек (328 мужчин и 339 женщин). По данным переписи 2009 года, в селе проживало 737 человек (381 мужчина и 356 женщин).